# Paris Marriott Rive Gauche Hotel & Conference Center
Le Paris Marriott Rive Gauche Hotel & Conference Center, anciennement « Hôtel PLM Saint Jacques », est un hôtel quatre étoiles du 14e arrondissement de Paris, situé au 17 boulevard Saint-Jacques. Il s’agit d’une propriété de Marriott International construite entre 1969 et 1972 et rénové en 2006.
Dessiné par l'architecte Pierre-Dominique Giudicelli (1925-2016), l’hôtel de la marque Pullman à l’époque, ouvre ses portes en mars 1972 sous le nom de « PLM Saint Jacques ». Il fait alors figure d’hôtel le plus moderne au monde. Quelques années plus tard, il est racheté par l’une des filiales du groupe Accor, « Sofitel », et change de nom à plusieurs reprises. Le 1er mars 2006, il est vendu par Accor au groupe Marriott et prend le nom de « Paris Marriott Rive Gauche Hôtel & Conference center » après sa rénovation par l’agence Mackenzie Wheeler. En 2021, l'hôtel précédemment acquis par la compagnie Arroundtown, a fermé ses portes pour travaux. Un plan de licenciement concernant 260 employés de l'hôtel a accompagné cette fermeture. 
Disposant d’un centre de congrès de 5 050 m2, l'hôtel accueille une clientèle allant des touristes en visite aux séminaires de grandes entreprises.  

## Le site avant les années 1970
Le site de l'hôtel fut successivement occupé par une partie de l’ancienne « Fosse aux Lions », une carrière à ciel ouvert qui était devenue vers 1850 un refuge de pauvres gens. 
Puis à la fin du XIXe siècle, la plus ancienne des deux fabriques parisiennes de lits « A. Pardon » s'y installa entre les numéros 7 et 19 du boulevard Saint-Jacques. Celle-ci y fabriquait au départ des « lits en fer creux émaillés au feu », avant d'élargir sa gamme allant des meubles en fer aux articles de jardin en passant par des urnes électorales, des appareils de chauffage et du matériel pour hôpitaux. Vers 1905, l'usine employait 200 personnes.
En 1925, les locaux de l'usine Pardon furent repris par La Samaritaine qui y installa un entrepôt.

## LePLM Saint-Jacques
En 1969, les travaux de ce qui doit être le symbole de l’hôtellerie moderne en France : Pullman et la banque Rothschild, laquelle contrôle le capital du groupe PLM, s’associent pour sortir de terre ce projet pharaonique. Depuis les années 1930, aucun hôtel de luxe de plus de 500 chambres n’avait été construit au cœur de Paris. 
La conception de l’architecture a été confiée à l’architecte Pierre Guidicelli. Le gros-œuvre est terminé en juin 1971 et les premiers clients arriveront le 7 mars 1972. Il aura fallu dix-huit mois pour faire de cet établissement, un hôtel équipé d’éléments modernes tant d’un point de vue technique que confort. 
En effet, pour la première fois au monde, un hôtel est doté d’un système de gestion fonctionnant entièrement sur ordinateur (chacune des opérations de réservation, de contrôle de gestion et de facturation aux clients est automatisée) ainsi que d’ascenseurs ultra-rapides. 
Dès son ouverture, l’hôtel devient un lieu de rendez-vous pour les artistes, les écrivains et les personnalités du spectacle. Parmi les célébrités, l’hôtel a accueilli Alain Delon, Jacques Dutronc, James Brown, Mick Jagger, Samuel Beckett et bien d’autres. 
L’hôtel abrite également un centre de convention de mille places, compte de nombreuses boutiques de luxe et un cinéma de 180 places portant le nom de son parrain, l’acteur Jerry Lewis, qui fermera en 1987.

## Changements de nom
Érigé à partir de 1969 à l’initiative du groupe PLM, l’hôtel ouvre en 1972 sous le nom de PLM Saint-Jacques. En mars 1986, il change de nom pour devenir « Pullman Saint-Jacques », puis devient en mars 1994 « Sofitel Saint-Jacques » après le rachat par le groupe Accor. 
Peu de temps après, en septembre 1996, il change pour le « Sofitel Forum Rive Gauche » afin de mettre en avant les espaces de conférence. À la suite de son rachat par le groupe Marriott, il change encore d’appellation le 1er septembre 2006 et affiche le nom de « Rive Gauche Hotel & Conference Center ». 
Enfin, en juin 2007, il change pour le nom que nous lui connaissons aujourd’hui, « Paris Marriott Rive Gauche Hotel & Conference Center ».
À la suite du confinement dû à la pandémie de Covid-19, l’hôtel ferme en juin 2019. Il rouvre pour les Jeux olympiques d'été de 2024.

## Paris Marriott Rive Gauche Hotel & Conference Center
Racheté le 1er mars 2006 au groupe Accor, l’hôtel subit une importante rénovation révisant son style des années 1970. Il est inauguré en mai 2007 par le maire de Paris, Bertrand Delanoë, l’ambassadeur des États-Unis et J.W Marriott Jr. 
L'hôtel possède 757 chambres récemment modernisées, dont 51 suites. 
Avec 4 800 m2 d'espaces modulables, le centre de congrès de l'hôtel comportant 55 salles dédiées peut accueillir tous types d'événements allant jusqu’à 2 000 personnes. Rénové en 2014, le centre dispose actuellement de ressources techniques, d’une salle de projection, 12 cabines d’interprétariat simultané et des installations de vidéoconférences.
L’hôtel possède un espace restauration combinant un bar à Bourbon, un bar à cocktails, un salon, le « R’yves », restaurant au sein des locaux ainsi qu’une cafétéria Starbucks.

## Mentions
Le 14 et 15 avril 1984 est organisé un symposium sur le projet de construction de l’Opéra Bastille avec Pierre Boulez, Gérard Mortier, Massimo Bogianckino entre autres. Les participants prennent parti pour la création d’une salle modulable dès 1987 au sein de l’Opéra Bastille. 
Pierre Desproges fait référence au PLM Saint-Jacques dans sa « chronique de la haine ordinaire » intitulée « Lady PLM » du 18 février 1986. 
L’hôtel a abrité de nombreux tournages de films. Michel Audiard y tourne de nombreuses scènes de « Comment réussir quand on est con et pleurnichard » (1974). Certaines scènes d’« Armaguedon » (1977) avec Alain Delon ou « Mille milliards de dollars » (1982) de Henri Verneuil sont aussi tournées au sein de l’hôtel. 
L’hôtel accueille de nombreux événements tels que l’élection des Miss France de 1987 à 1989, le jubilé de Michel Platini et les oscars du Football regroupant tous les joueurs professionnels pendant dix ans dont Zinédine Zidane et Thierry Henry.